# Yes, Dear
Yes, Dear é uma série de televisão de sitcom estadunidense que foi ao ar de 2 de outubro de 2000 a 15 de fevereiro de 2006, pela rede CBS. Foi estrelada por Anthony Clark, Jean Louisa Kelly, Mike O'Malley e Liza Snyder.

## Sinopse
Greg Warner (Clark) é um executivo do cinema e Kim (Kelly) é a sua esposa, dona-de-casa dedicada. São os pais de Sam e, mais tarde, Emily. A irmã de Kim, Christine Hughes (Snyder) e seu marido Jimmy (O'Malley) e os dois filhos - Dominic (Joel Homan) e Logan (Brendon Baerg) moram de favor com o casal. A série mostra a convivência de personalidades diferentes sob um mesmo teto. À altura da quinta temporada Christine e Jimmy compram a casa vizinha mas, na sexta, um terremoto destrói a casa de Greg e Kim, forçando-os a irem morar com a irmã, invertendo o favor inicial.